# Biologie Olympiade
De Biologie Olympiade is een wedstrijd voor scholieren van het voortgezet onderwijs (in Vlaanderen: secundair onderwijs). Het doel van de olympiade is het selecteren van de beste biologieleerlingen van het land, het bieden van een biologische uitdaging aan alle deelnemers en het promoten van het vak biologie onder scholieren. De vier winnaars uit de hoogste klassen worden uitgezonden als deelnemers aan de Internationale Biologie Olympiade, die ieder jaar door een ander land wordt georganiseerd. De nationale wedstrijd bestaat uit een aantal ronden, waarbij de precieze opzet van land tot land wisselt.
Deelname aan de Biologie Olympiade, of het nu op nationaal of internationaal niveau is, wordt vaak gezien als een bijzondere ervaring.

## Nederland
Aan de Nederlandse Biologie Olympiade (NBO) mogen alle leerlingen uit de onderbouw en bovenbouw van het havo en vwo meedoen. De olympiade voor de onderbouw wordt de Biologie Olympiade Junior (BOJ) genoemd. Een deelnemer wordt ook wel olympist genoemd.
De olympiade voor de bovenbouw bestaat uit drie ronden, waarvan de eerste op school wordt afgenomen. Hierbij gaat het om een theoretische toets over algemene biologiekennis uit de volledige breedte van het biologiecurriculum. De tweede ronde focust op een biologisch thema en bestaat uit een trainingsdag op locatie, gevolgd door een toets op school. De eindronde omvat een week lang training en toetsing voor twintig finalisten op universitair niveau. De eindronde wordt sinds 2004 georganiseerd bij Wageningen University & Research. De BOJ volgt een vergelijkbare opzet met het belangrijke verschil dat er een havo- en vwo-variant is van de voorrondetoets. Bij de tweede ronde en eindronde is er een gelijke verdeling havo- en vwo-leerlingen, maar worden dezelfde toetsen afgenomen. Voor de BOJ wordt de eindronde georganiseerd bij Hogeschool Van Hall Larenstein.
Aan de eerste ronde van de olympiade deden in 2016 meer dan 25.000 leerlingen mee van ruim 300 verschillende scholen. De voorrondetoetsen worden opgesteld door docenten, toetsexperts van het Cito en oud-deelnemers. De organisatie is in handen van de Stichting Biologie Olympiade Nederland.
De deelname aan de biologie olympiade is in veel gevallen een bijzondere ervaring. Geregeld zijn deelnemers aan de tweede ronde en eindronde niet eerder zo intensief uitgedaagd als tijdens de olympiade, wat voor hen een verademing is in vergelijk met het reguliere onderwijs. Onder de deelnemers ontstaan vaak goede, langdurige vriendschappen. Voor de alumni van de bovenbouwolympiade bestaat de stichting Rubisco die het contact onder de deelnemers onderhoudt.
De Nederlandse delegatie op de Internationale Biologie Olympiade behaalt geregeld zilveren en bronzen medailles. De deelnemers behoren daarmee tot de top-30% en top-60% van de wereld, respectievelijk. Nederland heeft vijf keer een gouden medaille gewonnen (top-10%), in 1993, 2015, 3 gouden medailles in 2019. De Nederlandse mascotte is sinds 2006 een oranje reuzenwuppie genaamd Geertruide van Scheveningen.

## België
De selectie van de top vier vindt parallel plaats in Vlaanderen en Wallonië.
De olympiade verloopt in drie rondes, de eerste vindt op school plaats. De +/- 200 besten stoten door naar de tweede ronde. De tweede ronde verschilt met de eerste selectie in inhoud en doel. In deze ronde worden de beste zeventien geselecteerd om een stage te volbrengen als voorbereiding op de finale. In de finale leggen de finalisten een theoretisch en praktisch deel af, enkel de twee besten van Vlaanderen en Wallonië stoten internationaal door.